# Горянский, Станислав Игнатьевич
Станисла́в Игна́тьевич Горя́нский (род. 4 февраля 1951 года; село Раздольное, Тамбовский район Амурской области) — российский государственный и политический деятель. Депутат Законодательного собрания Амурской области II — VI созывов по списку КПРФ с 1997 по 2007 год; а также с 2008 по 2016 год. Председатель совета народных депутатов Амурской области с 2002 по 2005 год. Руководитель фракции КПРФ в региональном парламенте с 2005 по 2007 год; а также с 2010 года. Занимал пост первого секретаря Амурского областного комитета КПРФ с 2004 по 2007 год, а также с 2010 по 2012 год.

## Биография
Родился 4 февраля 1951 года в селе Раздольном, Тамбовский район Амурской области

### Образование
- Благовещенский сельскохозяйственный институт; учёная степень — инженер-механик (1971);
- Хабаровская Высшая Партийная Школа; учёная степень — политолог (1985);
- Амурский государственный университет, учёная степень — юрист (2010).

### Инженер
С 1973 по 1976 год был механиком ПМК-469. С 1976 по 1979 год работал инженером ПТО. С 1991 по 1997 года занимал пост главного инженера Михайловской механизированной колонны.

### Политическая деятельность
Горянский состоял в КПСС. С 1985 по 1991 год был инструктором организационного отдела, заведовал Отделом пропаганды и агитации и Организационным отделом, также возглавлял контрольно-ревизионную комиссию Михайловского районного комитета КПСС. 
23 марта 1997 года избрался депутатом совета народных депутатов Амурской области по списку КПРФ. До 2001 года руководил мандатной комиссией, комиссией по законодательству, вопросам местного самоуправления и регламенту Амурского областного Совета народных депутатов второго созыва. 
25 марта 2001 года переизбран депутатом. 26 января 2002 года избран председателем регионального парламента (сменил на этом посту Галину Буслову, которая была назначена представителем в Совет Федерации).
В 2004 году после X съезда КПРФ, Первый секретарь Амурского обкома КПРФ Геннадий Гамза, участвовавший в «альтернативном съезде» противников Геннадия Зюганова был освобожден от должности президиумом ЦК 6 июля 2004. Однако сам Гамза не признал отставки. И.о. был назначен Горянский. 27 сентября 2004 года он полностью возглавил обком.
В 2005 году вновь переизбран в СНД Амурской области, вошёл в состав комитета по вопросам законодательства, местного самоуправления и регламенту. Оставил пост председателя регионального парламента в связи с избранием 14 октября 2005 года на место Горянского Олега Туркова. При этом первый секретарь обкома возглавил фракции КПРФ в СНД Амурской области.
В начале 2007 года по предложению губернатора Амурской области Леонида Короткова Горянский стал руководителем управления по обеспечению деятельности мировых судей области. Часть членов партии восприняло это как предательство. 18 января 2007 года сложил с себя полномочия депутата. 17 февраля 2007 года Горянский оставил пост первого секретаря обкома в пользу Татьяны Ракутиной.
Входил в список кандидатов от КПРФ на выборах в Государственную думу 2007 года. Однако не был избран.
В марте 2008 года избран депутатом Законодательного Собрания Амурской области V созыва по единому избирательному округу от КПРФ.
Участвовал в выборах мэра Благовещенска 1 марта 2009 года. По официальным данным получил 6827 голосов (11,67% от общего числа проголосовавших), заняв второе место и уступив действующему мэру Александру Мигуле.
13 сентября 2010 года Горянский вновь занял пост Первого секретаря Амурского областного комитета КПРФ. Также он вновь возглавил фракцию партии в Законодательном собрании.
Входил под №2 в составе общеобластного списка КПРФ на выборах в Законодательное собрание Амурской области 4 декабря 2011 года, был избран. Вошёл в состав комитета по вопросам законодательства, местного самоуправления и регламенту. Также возглавил фракцию партии.
22 января 2012 года оставил пост Первого секретаря Амурского обкома КПРФ. Его место занял Роман Кобызов, при этом Горянский сохранил пост главы фракции КПРФ в Законодательном собрании. С 2013 по 2016 год в региональном парламенте возглавлял комитет по культуре и спорту. В выборах в амурское заксобрания 2016 года участия не принимал.

## Личная жизнь
Станислав Горянский женат, трое сыновей, три внука и четыре внучки

## Награды
- Медаль «30 лет БАМ»;
- Почетная грамота ЦК ВЛКСМ;
- Почетная грамота Совета Федерации ФС РФ;
- Именные часы Полномочного представителя Президента РФ в ДФО.

Награждён Почетными грамотами Благовещенского городского и областного спорткомитетов.